# Costantino Stella (presbitero)
Costantino Stella (Resuttano, 19 maggio 1873 – Resuttano, 6 luglio 1919) è stato un presbitero italiano ucciso dalla mafia.

## Biografia

### Anni giovanili
Nacque a Resuttano (provincia di Caltanissetta) il 19 maggio 1873 da una famiglia della borghesia locale. Entrato nel seminario di Caltanissetta, studiò sotto la guida del rettore, poi divenuto cardinale, mons. Giuseppe Francica-Nava de Bondifè. Fu consacrato sacerdote il 30 maggio 1897 e l'anno dopo fu nominato arciprete del suo paese natale.

### Attività
Fu definito uno dei cosiddetti preti sociali per il suo impegno al miglioramento delle condizioni delle campagne e degli abitanti del suo paese. Tra le sue attività di rilievo si ricordano: la costruzione, durante il primo anno da arciprete, del Monte Frumentario, per la distribuzione in anticipo dei concimi ai contadini. L'anno successivo fondò la cassa rurale per l'organizzazione delle affittanze collettive dal 1906 in poi e la Cooperativa di consumo per l'acquisto a prezzi bassi dei viveri per le famiglie dei soci. Cercò anche di entrare in consiglio comunale attraverso le elezioni amministrative del 1902 e del 1904. Fu inoltre corrispondente per il periodico de L'Aurora oltre che collaboratore per innumerevoli testate giornalistiche della Sicilia dove successivamente riuscì a fondare insieme ad un gruppo di vescovi l'Associazione Regionale del Clero che ottenne numerose adesioni fino all'insorgere della prima guerra mondiale che ne placò l'attività.

### Assassinio
Molto amato dal popolo e forse per questo mal visto da chi si vedeva danneggiato dalla sua attività per gli umili e i bisognosi, la sera del 28 giugno 1919 rimase ucciso dalla mafia, venendo accoltellato davanti a casa sua. Ricoverato d'urgenza, morì dopo 8 giorni di agonia. Aveva 46 anni. I suoi assassini non furono mai scoperti così come i mandanti.

## Riconoscimenti
La Banca di Credito Cooperativo di Resuttano porta il suo nome.